# Göingeåsen
Göingeåsen este o arie protejată (sit de importanță comunitară — SCI) din Suedia întinsă pe o suprafață de 185,4 ha, integral pe uscat.

## Localizare
Centrul sitului Göingeåsen este situat la coordonatele 56°06′05″N 13°45′29″E / 56.10145°N 13.758004°E.

## Înființare
Situl Göingeåsen a fost declarat sit de importanță comunitară în decembrie 2020 pentru a proteja 1 specie de animale.

## Biodiversitate
Situată în ecoregiunea continentală, aria protejată conține 3 habitate naturale: Păduri caducifoliate de mlaștină fino-scandinave, Păduri de fag Luzulo-Fagetum, Păduri aluvionare cu Alnus glutinosa și Fraxinus excelsior (Alno-Padion, Alnion incanae, Salicion albae).
La baza desemnării sitului se află o specie protejată de  mamifere: liliac cârn (Barbastella barbastellus).